# Finlandia ai Giochi della XXIX Olimpiade
La Finlandia ha partecipato ai Giochi della XXIX Olimpiade di Pechino, svoltisi dall'8 al 24 agosto 2008, con una delegazione di 57 atleti.

## Medaglie
| Medaglia | Atleta                    | Sport            | Evento                                |
| -------- | ------------------------- | ---------------- | ------------------------------------- |
| Oro      | Satu Mäkelä-Nummela       | Tiro             | Trap femminile                        |
| Argento  | Minna Nieminen Sanna Stén | Canottaggio      | 2 di coppia pesi leggeri femminile    |
| Bronzo   | Henri Häkkinen            | Tiro             | Carabina 10 m aria compressa maschile |
| Bronzo   | Tero Pitkämäki            | Atletica leggera | Lancio del giavellotto maschile       |

## Atletica leggera
| Gara  | Atleta        | Batterie | Batterie | Quarti  | Quarti | Semifinali | Semifinali | Finale | Finale |
| Gara  | Atleta        | Tempo    | Pos.     | Tempo   | Pos.   | Tempo      | Pos.       | Tempo  | Pos.   |
| ----- | ------------- | -------- | -------- | ------- | ------ | ---------- | ---------- | ------ | ------ |
| 200 m | Visa Hongisto | 20"62    | 4        | 20"76   | 6      |            |            |        |        |
| 800 m | Mikko Lahtio  |          |          | 1'47"20 | 8      |            |            |        |        |

| Gara         | Atleta          | Tempo     | Posizione |
| ------------ | --------------- | --------- | --------- |
| Maratona     | Janne Holmén    | 2h 14'44" | 19        |
| Maratona     | Francis Kirwa   | 2h 14'22" | 17        |
| Marcia 50 km | Antti Kempas    | 3h 55'29" | 20        |
| Marcia 50 km | Jarkko Kinnunen | 3h 52'25" | 15        |

| Gara                   | Atleta                 | Qualificazioni | Qualificazioni | Finale  | Finale |
| Gara                   | Atleta                 | Misura         | Pos.           | Misura  | Pos.   |
| ---------------------- | ---------------------- | -------------- | -------------- | ------- | ------ |
| Salto in alto          | Mikko Latvala          | 5,45 m         | 22             |         |        |
| Salto in lungo         | Jaakko Evilä           | 7,88 m         | 17             |         |        |
| Getto del peso         | Robert Häggblom        | nessuna misura | -              |         |        |
| Lancio del disco       | Frantz Kruger          | 62,48 m        | 12             | 61,98 m | 11     |
| Lancio del martello    | Olli-Pekka Karjalainen | 77,07 m        | 7              | 79,59 m | 4      |
| Lancio del giavellotto | Tero Pitkämäki         | 82,61 m        | 3              | 86,16 m |        |
| Lancio del giavellotto | Tero Järvenpää         | 82,34 m        | 4              | 83,95 m | 4      |
| Lancio del giavellotto | Teemu Wirkkala         | 79,79 m        | 10             | 83,46 m | 5      |

| Prova                  | Mikko Halvari  | Mikko Halvari | Mikko Halvari |
| Prova                  | Risultato      | Punti         | Pos.          |
| ---------------------- | -------------- | ------------- | ------------- |
| 100 metri              | 11"18          | 821           | 25            |
| Salto in lungo         | 6,88 m         | 785           | 29            |
| Getto del peso         | 13,72 m        | 711           | 25            |
| Salto in alto          | 1,93 m         | 740           | 23            |
| 400 metri              | 50,60 m        | 787           | 22            |
| 110 metri ostacoli     | 16,25 m        | 705           | 29            |
| Lancio del disco       | 47,71 m        | 823           | 7             |
| Salto con l'asta       | nessuna misura | 0             | 25            |
| Lancio del giavellotto | 55,11 m        | 665           | 18            |
| 1500 metri             | 5'20"26        | 449           | 26            |
| Totale                 |                | 6486          | 26            |

| Gara                   | Atleta          | Qualificazioni | Qualificazioni | Finale | Finale |
| Gara                   | Atleta          | Misura         | Pos.           | Misura | Pos.   |
| ---------------------- | --------------- | -------------- | -------------- | ------ | ------ |
| Salto con l'asta       | Vanessa Vandy   | 4,00 m         | 32             |        |        |
| Lancio del martello    | Merja Korpela   | 66,29 m        | 30             |        |        |
| Lancio del giavellotto | Mikaela Ingberg | 58,82 m        | 17             |        |        |

| Prova                  | Niina Kelo | Niina Kelo | Niina Kelo |
| Prova                  | Risultato  | Punti      | Pos.       |
| ---------------------- | ---------- | ---------- | ---------- |
| 100 metri ostacoli     | 13"95      | 985        | 28         |
| Salto in alto          | 1,65 m     | 795        | 38         |
| Getto del peso         | 14,82 m    | 849        | 5          |
| 200 metri              | 25"90      | 806        | 36         |
| Salto in lungo         | 5,76 m     | 777        | 32         |
| Lancio del giavellotto | 51,48 m    | 889        | 3          |
| 800 metri              | 2'20"97    | 810        | 27         |
| Totale                 |            | 5911       | 23         |

## Badminton
| Gara              | Atleta       | Turno 1                                     | Sedicesimi                         | Ottavi                                    | Quarti | Semifinali | Finale |
| ----------------- | ------------ | ------------------------------------------- | ---------------------------------- | ----------------------------------------- | ------ | ---------- | ------ |
| Singolo maschile  | Ville Lång   | Vladislav Druzchenko (Ucraina) 21-12, 21-19 | Raju Rai (Stati Uniti) 21-9, 21-16 | Sony Dwi Kuncoro (Indonesia) 13-21, 18-21 |        |            |        |
| Singolo femminile | Anu Nieminen | bye                                         | Xu Huaiwen (Germania) 17-21, 8-21  |                                           |        |            |        |

## Canoa/kayak
| Gara      | Atleta                        | Batterie | Batterie | Semifinali | Semifinali | Finale | Finale |
| Gara      | Atleta                        | Tempo    | Pos.     | Tempo      | Pos.       | Tempo  | Pos.   |
| --------- | ----------------------------- | -------- | -------- | ---------- | ---------- | ------ | ------ |
| K2 500 m  | Mika Hokajärvi Kalle Mikkonen | 1'33"785 | 7        | 1'34"994   | 8          |        |        |
| K2 1000 m | Mika Hokajärvi Kalle Mikkonen | 3'23"475 | 6        | 3'27"018   | 6          |        |        |

| Gara     | Atleta                     | Batterie | Batterie | Semifinali | Semifinali | Finale   | Finale |
| Gara     | Atleta                     | Tempo    | Pos.     | Tempo      | Pos.       | Tempo    | Pos.   |
| -------- | -------------------------- | -------- | -------- | ---------- | ---------- | -------- | ------ |
| K1 500 m | Anne Rikala                | 1'54"294 | 7        | 1'54"025   | 4          |          |        |
| K2 500 m | Anne Rikala Jenni Mikkonen | 1'45"735 | 4        | 1'44"624   | 2          | 1'44"176 | 7      |

## Canottaggio
| Gara                     | Atleta                    | Batterie | Batterie | Quarti/ Ripescaggi | Quarti/ Ripescaggi | Semifinali | Semifinali | Finale  | Finale |
| Gara                     | Atleta                    | Tempo    | Pos.     | Tempo              | Pos.               | Tempo      | Pos.       | Tempo   | Pos.   |
| ------------------------ | ------------------------- | -------- | -------- | ------------------ | ------------------ | ---------- | ---------- | ------- | ------ |
| 2 di coppia pesi leggeri | Minna Nieminen Sanna Stén | 6'56"61  | 4        | 7'23"80            | 2                  | 7'03"91    | 2          | 6'56"03 |        |

## Equitazione
| Gara        | Atleta        | Cavallo | Test   | Test | Special test | Special test | Freestyle | Freestyle | Totale | Totale |
| Gara        | Atleta        | Cavallo | Punti  | Pos. | Punti        | Pos.         | Punti     | Pos.      | Punti  | Pos.   |
| ----------- | ------------- | ------- | ------ | ---- | ------------ | ------------ | --------- | --------- | ------ | ------ |
| Individuale | Kyra Kyrklund | Max     | 70,583 | 6    | 69,720       | 10           | 74,250    | 6         | 71,985 | 8      |

## Judo
| Gara  | Atleta         | Tabellone principale                     | Tabellone principale    | Tabellone principale | Tabellone principale | Tabellone principale | Ripescaggi                       | Ripescaggi                     | Ripescaggi | Ripescaggi |
| Gara  | Atleta         | Sedicesimi                               | Ottavi                  | Quarti               | Semifinali           | Finale               | 1º turno                         | Quarti                         | Semifinali | Finale     |
| ----- | -------------- | ---------------------------------------- | ----------------------- | -------------------- | -------------------- | -------------------- | -------------------------------- | ------------------------------ | ---------- | ---------- |
| 57 kg | Nina Koivumäki | bye                                      | Xu Yan (Cina) 0000-0020 |                      |                      |                      | Lila Latrous (Algeria) 0001-0000 | Aiko Sato (Giappone) 0000-1011 |            |            |
| 63 kg | Johanna Ylinen | Wang Chin-Fang (Taipei cinese) 0000-1011 |                         |                      |                      |                      |                                  |                                |            |            |

## Lotta
| Gara  | Atleta            | Tabellone principale | Tabellone principale                     | Tabellone principale | Tabellone principale | Tabellone principale | Ripescaggi | Ripescaggi | Ripescaggi |
| Gara  | Atleta            | Sedicesimi           | Ottavi                                   | Quarti               | Semifinali           | Finale               | Quarti     | Semifinali | Finale     |
| ----- | ----------------- | -------------------- | ---------------------------------------- | -------------------- | -------------------- | -------------------- | ---------- | ---------- | ---------- |
| 60 kg | Jarkko Ala-Huikku | bye                  | Ruslan Tumenbaev (Kirghizistan) 1-3, 0-4 |                      |                      |                      |            |            |            |

## Nuoto
| Gara               | Atleta         | Batterie | Batterie | Semifinali | Semifinali | Finale | Finale |
| Gara               | Atleta         | Tempo    | Pos.     | Tempo      | Pos.       | Tempo  | Pos.   |
| ------------------ | -------------- | -------- | -------- | ---------- | ---------- | ------ | ------ |
| 50 m stile libero  | Matti Rajakylä | 22"48    | 29       |            |            |        |        |
| 100 m stile libero | Matti Rajakylä | 49"91    | 41       |            |            |        |        |

| Gara               | Atleta              | Batterie | Batterie | Semifinali | Semifinali | Finale | Finale |
| Gara               | Atleta              | Tempo    | Pos.     | Tempo      | Pos.       | Tempo  | Pos.   |
| ------------------ | ------------------- | -------- | -------- | ---------- | ---------- | ------ | ------ |
| 50 m stile libero  | Hanna-Maria Seppälä | 25"06    | 15       | 25"19      | 16         |        |        |
| 100 m stile libero | Hanna-Maria Seppälä | 53"60    | 1        | 53"84      | 3          | 53"97  | 4      |
| 400 m stile libero | Eva Lehtonen        |          |          | 4'20"07    | 35         |        |        |
| 800 m stile libero | Eva Lehtonen        |          |          | 8'53"50    | 33         |        |        |
| 100 m dorso        | Hanna-Maria Seppälä | 1'02"39  | 30       |            |            |        |        |
| 200 m rana         | Noora Laukkanen     | 2'38"97  | 39       |            |            |        |        |
| 100 m farfalla     | Emilia Pikkarainen  | 1'02"31  | 46       |            |            |        |        |

## Sollevamento pesi
| Gara    | Atleta      | Strappo | Strappo | Slancio | Slancio | Totale | Posizione |
| Gara    | Atleta      | Ris.    | Pos.    | Ris.    | Pos.    | Totale | Posizione |
| ------- | ----------- | ------- | ------- | ------- | ------- | ------ | --------- |
| +105 kg | Antti Everi | 171     | 10      | 195     | 11      | 366    | 11        |

## Tennis
| Gara               | Atleta          | Trentaduesimi                           | Sedicesimi | Ottavi | Quarti | Semifinali | Finale |
| ------------------ | --------------- | --------------------------------------- | ---------- | ------ | ------ | ---------- | ------ |
| Singolare maschile | Jarkko Nieminen | Thomas Johansson (Svezia) 6-4, 4-6, 4-6 |            |        |        |            |        |

## Tiro
| Gara                         | Atleta         | Qualificazioni | Qualificazioni | Finale    | Finale       | Finale |
| Gara                         | Atleta         | Punteggio      | Pos.           | Punteggio | Punt. totale | Pos.   |
| ---------------------------- | -------------- | -------------- | -------------- | --------- | ------------ | ------ |
| Carabina 10 m aria compressa | Henri Häkkinen | 598            | 1              | 101,4     | 699,4        |        |
| Carabina 50 m a terra        | Henri Häkkinen | 586            | 47             |           |              |        |
| Carabina 50 m a terra        | Juha Hirvi     | 595            | 5              | 103,5     | 698,5        | 7      |
| Carabina 50 m tre posizioni  | Henri Häkkinen | 1161           | 28             |           |              |        |
| Carabina 50 m tre posizioni  | Juha Hirvi     | 1168           | 12             |           |              |        |
| Pistola 10 m aria compressa  | Kai Jahnsson   | 574            | 30             |           |              |        |
| Pistola 50 m                 | Kai Jahnsson   | 553            | 22             |           |              |        |

| Gara                         | Atleta              | Qualificazioni | Qualificazioni | Finale    | Finale       | Finale |
| Gara                         | Atleta              | Punteggio      | Pos.           | Punteggio | Punt. totale | Pos.   |
| ---------------------------- | ------------------- | -------------- | -------------- | --------- | ------------ | ------ |
| Carabina 10 m aria compressa | Hanna Etula         | 394            | 21             |           |              |        |
| Carabina 10 m aria compressa | Marjo Yli-Kiikka    | 389            | 38             |           |              |        |
| Carabina 50 m tre posizioni  | Hanna Etula         | 577            | 24             |           |              |        |
| Carabina 50 m tre posizioni  | Marjo Yli-Kiikka    | 579            | 14             |           |              |        |
| Pistola 10 m aria compressa  | Mira Nevansuu       | 384            | 8              | 96,5      | 480,5        | 7      |
| Skeet                        | Marjut Heinonen     | 61             | 17             |           |              |        |
| Trap                         | Satu Mäkelä-Nummela | 70             | 2              | 21        | 91           |        |

## Tiro con l'arco
| Gara                 | Atleta       | Turno di qualificazione | Turno di qualificazione | Turno 1                             | Turno 2                           | Ottavi | Quarti | Semifinali | Finale |
| Gara                 | Atleta       | Punteggio               | Pos.                    | Turno 1                             | Turno 2                           | Ottavi | Quarti | Semifinali | Finale |
| -------------------- | ------------ | ----------------------- | ----------------------- | ----------------------------------- | --------------------------------- | ------ | ------ | ---------- | ------ |
| Individuale maschile | Matti Hatava | 619                     | 58                      | Simon Terry (Gran Bretagna) 105-104 | Cheng Chu Sian (Malaysia) 103-110 |        |        |            |        |

## Tuffi
| Gara           | Atleta        | Preliminari | Preliminari | Semifinale | Semifinale | Finale | Finale |
| Gara           | Atleta        | Punti       | Pos.        | Punti      | Pos.       | Punti  | Pos.   |
| -------------- | ------------- | ----------- | ----------- | ---------- | ---------- | ------ | ------ |
| Trampolino 3 m | Joona Puhakka | 469,45      | 5           | 451,95     | 13         |        |        |

## Vela
| Gara                   | Atleta                                      | Regata | Regata | Regata | Regata | Regata | Regata | Regata | Regata | Regata     | Regata     | Regata | Punteggio | Pos. |
| Gara                   | Atleta                                      | 1      | 2      | 3      | 4      | 5      | 6      | 7      | 8      | 9          | 10         | M      | Punteggio | Pos. |
| ---------------------- | ------------------------------------------- | ------ | ------ | ------ | ------ | ------ | ------ | ------ | ------ | ---------- | ---------- | ------ | --------- | ---- |
| Windsurf femminile     | Tuuli Petäjä                                | 14     | 11     | 7      | 16     | 16     | 16     | 12     | 16     | 11         | 14         |        | 117       | 16   |
| Laser maschile         | Pierre Collura                              | 25     | 10     | 18     | 41     | 23     | 25     | 20     | 33     | 44 DNF     | cancellata |        | 198       | 30   |
| Laser Radial femminile | Tuula Tenkanen                              | 10     | 16     | 25     | 21     | 17     | 20     | 20     | 9      | 15         | cancellata |        | 128       | 22   |
| 470 maschile           | Heikki Elomaa Niklas Lindgren               | 28     | 22     | 27     | 30 DSQ | 25     | 19     | 14     | 23     | 17         | 21         |        | 196       | 27   |
| Yngling                | Silja Lehtinen Maria Klemetz Livia Väresmaa | 6      | 6      | 3      | 8      | 10     | 16 OCS | 15     | 12     | cancellate | cancellate |        | 60        | 11   |
| Finn                   | Tapio Nirkko                                | 18     | 9      | 9      | 9      | 19     | 22     | 16     | 22     |            |            |        | 102       | 18   |